# Кевлар-Е
Кевлар-Е — украинская боевая машина пехоты на базе шасси от 2С1 «Гвоздика».
На этом БМП вместо 122-мм пушки сделана надстройка для увеличения высоты десантного отделения и установлен боевой модуль «Штурм» с 30-мм автоматической пушкой.

## История создания
Один из первых проектов БМП компанией «УкрИннМаш» был представлен в 2017 году. В октябре 2020 появились фото прототипа, а в июне 2021 он был представлен на выставке «Оружие и безопасность».

## Экипаж
Экипаж боевой машины 3 человека: командир машины, наводчик, механик-водитель. Также эта БМП может принимать до 6 человек десанта.

## Первое применение
Впервые была применена в феврале-марте 2022 года во время вторжения России на Украину.